# Ida Lorenska
Za drugu Idu pogledajte „Ida od Boulognea“.
Ida Lorenska/Lotarinška (blažena Ida Bulonjska; ? – 13. travnja 1113.) bila je bulonjska grofica kao supruga Eustahija II.
Kći Gotfrida III., vojvode Donje Lorene i gospe Dode, Ida je bila sestra Gotfrida IV. te se 1049. udala za Eustahija Bulonjskog, kojem je rodila Eustahija, Gotfrida i Balduina. Idin sin Eustahije postao je grof Eustahije III., dok su Gotfrid i Balduin vladali Jeruzalemom. U doba kada su plemkinje unajmljivale dojilje, Ida je sama dojila svoje sinove.

Ida je bila vrlo aktivna glede religije te je osnovala nekoliko samostana.
|  | Portal Francuske – Pristup člancima s tematikom o Francuskoj. |